# 철마체육시설
철마체육시설(鐵馬體育施設, Cheolma Sports Facility)은 대한민국 부산광역시 기장군에 있는 스포츠 시설이다. 인조잔디 필드가 갖춰진 경기장이며, 2008년 10월에 준공되었다.

## 참고 문헌
- “철마체육시설시설 소개”. 기장군도시관리공단.
- “철마체육시설”. 기장군도시관리공단.
- 《2023 전국 공공체육시설 현황 (2022년 12월말 기준)》. 대한민국 문화체육관광부. 2024.